# Khāpūreh Deh
Khāpūreh Deh (persiska: خاپوره ده) är en ort i Iran.   Den ligger i provinsen Kurdistan, i den nordvästra delen av landet, 500 km väster om huvudstaden Teheran. Khāpūreh Deh ligger 1 778 meter över havet och antalet invånare är 239.
Terrängen runt Khāpūreh Deh är huvudsakligen kuperad, men åt sydväst är den bergig. Runt Khāpūreh Deh är det ganska glesbefolkat, med 50 invånare per kvadratkilometer. Närmaste större samhälle är Bāneh, 15,0 km sydväst om Khāpūreh Deh. Trakten runt Khāpūreh Deh består i huvudsak av gräsmarker.